# Città di sogni
Città di sogni (City of Dreams) è un romanzo thriller dello scrittore statunitense Don Winslow del 2023.

## Storia editoriale
Il romanzo, vagamente ispirato all'Eneide, è stato pubblicato nel 2023 ed è il secondo di una trilogia incentrata sul personaggio di Danny Ryan, sulla mafia irlandese e sulla mafia italiana negli Stati Uniti negli anni 1980 e 1990. La saga è iniziata con il romanzo Città in fiamme (City on Fire, 2022) ed è terminata con Città in rovine (City in Ruins, 2024).

## Trama
Danny Ryan è scampato alla faida tra le mafie italiane e irlandese che, a Rhode Island, ha visto prevalere la famiglia Moretti contro quella dei Murpy che è stata decimata. Danny, a capo degli irlandesi dopo l'arresto del suocero John Murpy, è fuggito con il figlio Ian e il vecchio padre rifugiandosi ad Hollywood nascondendosi dai Moretti, che vorrebbero chiudere i conti in sospeso con lui, dall'FBI e dalla Drug Enforcement Administration.
Danny e gli altri suoi affiliati non riescono però a mantenere un basso profilo: Danny ha infatti una storia d'amore con una star del cinema. Gli irlandesi vengono presto rintracciati dalla DEA. Un agente, che in realtà lavora per l'FBI, gli propone un patto per ottenere l'immunità: dovrà derubare il potentissimo narcotrafficante messicano, Popeye Abbarca, di oltre quaranta milioni di dollari nascosti nel suo covo. Il denaro, provento del traffico di cocaina, sarà spartito fra l'FBI e la banda di Danny. Il furto riesce ma Danny e i suoi uomini si vedranno braccati da Popeye Abbarca, dovendo mettersi nuovamente in fuga.

## Edizioni
- (EN) Don Winslow, City of Dreams, 1ª ed., New York, William Morrow and Company, 2023, ISBN 9780062851260.
- (FR) Don Winslow, La Cité des rêves, traduzione di Jean Esch, Noir, Parigi, HarperCollins, 2023, ISBN 979-10-339-1383-2.
- Don Winslow, Città di sogni, traduzione di Alfredo Colitto, Milano, HarperCollins, 2023, ISBN 9791259851284.
- (DE) Don Winslow, City of Dreams, traduzione di Conny Lösch, Amburgo, HarperCollins, 2023, ISBN 978-3-365-00169-1.
- (ES) Don Winslow, Ciudad de los sueños, traduzione di Victoria Horrillo Ledesma, Thriller, Madrid, HarperCollins, 2023, ISBN 9788491398714.